# Коптяевская (Вельский район)
Коптяевская — деревня в Вельском районе Архангельской области. Относится к муниципальному образованию «Ракуло-Кокшеньгское».

## География
Деревня расположена в 63 километрах на восток от Вельска на левом берегу реки Кокшеньга (приток Устьи). Ближайшие населённые пункты: на севере деревня Выселок Новинки.
Часовой пояс
Коптяевская, как и вся Архангельская область, находится в часовой зоне МСК (московское время). Смещение применяемого времени относительно UTC составляет +3:00.

## Население
| 2002 | 2010 | 2012 | 2014 |
| ---- | ---- | ---- | ---- |
| 18   | ↘7   | ↗10  | ↘7   |

## История
Указана в «Списке населённых мест по сведениям 1859 года» в составе Вельского уезда Вологодской губернии под номером «2476» как «Коптяевская». Насчитывала 5 дворов, 25 жителей мужского пола и 24 женского.
В материалах оценочно-статистического исследования земель Вельского уезда упомянуто, что в 1900 году в административном отношении деревня входила в состав Ракуло-Кокшеньгского сельского общества Устьвельской волости. На момент переписи в селении Коптяевское(Малая) находилось 9 хозяйств, в которых проживало 38 жителей мужского пола и 29 женского.